# Cloustonville
Pour les articles homonymes, voir Clouston.
Cloustonville  est une petite localité de la vallée d’Akatarawa (en) dans l’Île du Nord de la Nouvelle-Zélande.

## Situation
Elle est localisée au nord de la cité d’Upper Hutt, au pied de la chaîne de Tararua.

## Population
Le  recensement de 2006 en Nouvelle-Zélande avait enregistré une population pour Cloustonville de 348 habitants, en augmentation de 24 personnes depuis le recensement de 2001.

## Activité économique
Une scierie fonctionnait autrefois dans le secteur de Cloustonville et était desservie par le tramway de bush (en) 